# Dielocroce berlandi
Dielocroce berlandi là một loài côn trùng trong họ Nemopteridae thuộc bộ Neuroptera. Loài này được Navás miêu tả năm 1936.